# Agrostis laxissima
Agrostis laxissima är en gräsart som beskrevs av Jason Richard Swallen. Agrostis laxissima ingår i släktet ven, och familjen gräs.
Artens utbredningsområde är Guatemala. Inga underarter finns listade i Catalogue of Life.